# 朝比奈京子 (AV女優)
朝比奈 京子（あさひな きょうこ、1991年9月24日 - ）は、日本のAV女優・ストリッパー。

## 略歴・人物
神奈川県出身。趣味は和太鼓、社交ダンス。特技は身体が柔らかいこと。
2012年に「今井花菜（いまい かな）」としてAVデビュー。
2016年より「朝比奈京子」として活動。所属事務所はマインズ。フードコーディネーターの資格を持ち、そちらでブログも開設した。
2016年7月21日、新宿ニューアートにてストリップデビュー。
2016年12月4日、「朝比奈菜々子（あさひな ななこ）」として新たにツイッターを開始。改名したことを報告。所属はM.O.Bプロダクション預かりの形でフリーとしても活動。なお「朝比奈菜々子」の出身地は北九州、誕生日は6月17日となっている。
2017年11月26日、所属事務所を辞め完全にフリーとなったことをツイッターで報告。
2018年4月11日、6月いっぱいでAVを休業もしくは引退することをツイッターで発表。
2020年4月22日、男児を出産したことをツイッターで報告。

## 出演作品

### アダルトDVD
2012年
- ペット志願 〜おむつ羞恥〜（10月13日、赤ほたるいか）共演:亜佐倉みんと
- 18歳娘が60歳以上の老人に突撃性交訪問 2（11月8日、SODクリエイト）他出演:岩佐あゆみ、Sumire、武井麻希、河純ひなみ
- 素人援交生中出し 146（11月30日、プラム）※「かな」名義
- 某アパレルショップ女子社員・レズ王様ゲーム! クリスマススペシャル!!（12月20日、サディスティックヴィレッジ）共演:前田ちえ、芹沢つむぎ、須藤早紀、みなみ愛梨、朝比奈みく
- パンスト手コキで5分以内に男をイカせられるか!? 20人の挑戦（12月20日、稀有）他出演:：穂積マヤ、美緒みくる、春希ゆきの、早坂愛梨、牧野絵里、宮崎由麻、幸高星杏、美鈴リリカ、及川はるな、筧井まり、若菜亜衣、こずえまき、花瀬かりん、里咲えれな、沢井美智、瀬希まなみ、星崎亜耶、南ほのか、沢希イヴ

2013年
- 生足だけで責められたい 2（1月1日、プラネットプラス）他出演:桐山玲奈、美緒みくる、大川いおり
- ベロ中毒 2013 〜唾液・接吻・手淫責め〜（1月5日、フリーダム）他出演:穂積マヤ、美緒みくる、早坂愛梨、宮崎由麻、沢井美智、春希ゆきの、花瀬かりん、幸高星杏、里咲えれな、美鈴リリカ、星崎亜耶、瀬希まなみ、牧野絵里、南ほのか、及川はるな、筧井まり、若菜亜衣、沢希イヴ、こずえまき、かすみりさ

2016年
- 女子校の陸上部まるごと全員と中出し乱交（3月1日、ZUKKON/BAKKON）共演:横尾咲希、ゆり菜すず、三井ほのか、嘉門ゆうか、橘かえで、宮沢あめり、森保さな、しほのちさ、宇野杏奈、花咲かんな、夏野ひまり、澤村花奈、竹平あかり
- 都内某所に現代風のヤレるノーパン喫茶があるとの情報が!!このご時世にそんな店が存在するのか徹底調査!! 2（3月11日、SCOOP）共演:しほのちさ、丸山れおな、ゆり菜すず、二宮ナナ、藤本紫媛
- メタリックレズビアン 5（3月25日、アキバコム制作部）共演:吉川みくり
- しろうと関西円光(中田氏) きょうこ&ちかげ イッたら漏らす洪水JK! 漏れちゃうぅ〜! 女子●生2人に援交生中出しファック!（4月15日、プラム）共演:椎名千景
- おばさんおっぱいが少年ち○ぽを勃起させてしまったの?! 「ノーブラ乳首」で子○たちを発情させてしまった淑女たち!! 2（4月21日、アイエナジー）他出演:大場ゆい、七瀬ひとみ、葵千恵 ほか
- 新パックリ まんこアップ 6（5月20日、サルトル映像出版）他出演:あおいれな、前田のの、南希海、百合川さら、美羽いちか、春川せせら、里美まゆ、蓮実クレア、今井ゆあ
- 女下忍衆 其の弐 雑魚くノ一はかなき大散華（5月27日、GIGA）共演:白石みお、紗藤まゆ、ゆり菜すず、しほのちさ、聖菜アリサ、椎名千景、尾崎ののか、吉川いと、浜本まり
- 義理の妹JKに「擦りつけるだけだよ」という約束で素股してもらっていたら互いに気持ち良すぎてマ○コはグッショリ!でヌルっと生挿入!「え!?入ってる?」でもどうにも止まらなくて中出し!（6月9日、アイエナジー）他出演:なつめ愛莉、まひろ芽唯、森保さな、七菜原ココ
- 超可愛いけど超金欠! 都内在住の訳アリおマ●コを直撃取材! ハメさせてっ! ボンビーガール あまりの可愛さにドキッとガチ勃起!今の生活にいっぱいいっぱいの彼女たちに薄ーい謝礼と一緒に濃ゆーいザーメンをいっぱいプレゼント!（6月10日、SCOOP）他出演:白間奈央、千野くるみ、日比乃さとみ
- 完全主観 爆音お下劣フェラチオ（7月1日、OFFICE K'S）他出演:小泉まり、折原ほのか、江上しほ、三喜本のぞみ
- 欲求不満妻たちのダブルセンズリ鑑賞 其の参（7月1日、OFFICE K'S）他出演:江上しほ、小泉まり、ゆり菜すず ほか
- JK密着 ささやき淫語手コキ（7月1日、OFFICE K'S）他出演:白桃心奈、七菜原ココ、あさひ奈々、胡桃ここあ、涼宮琴音
- 上手すぎるフェラ 素人娘の驚きのフェラチオテクニック集めました。 VOL.12（7月1日、OFFICE K'S）他出演:明海こう、三喜本のぞみ、涼宮琴音、横尾咲希、七菜原ココ ほか
- 常にパン見せメンズエステ 2（7月7日、アイエナジー）他出演:まひろ芽唯、森保さな、なつめ愛莉、七菜原ココ
- 超ドUP!オマ○コいじり（7月15日、OFFICE K'S）他出演:涼宮琴音、江上しほ、小泉まり、横尾咲希、七菜原ココ、あさひ奈々、ゆり菜すず、胡桃ここあ、三喜本のぞみ
- 初めての羞恥責め!! 素人娘がアナル、金玉、サオを舐めまくる!!（7月15日、虎堂）他出演:横尾咲希、折原ほのか、ゆり菜すず ほか
- 極上テクニックで性感帯を愛撫する悶絶スケベ椅子ピンサロ! ドスケベお姉さん達が二人がかりで耳を舐め、ベロキスで舌を激しく絡ませ、乳首を舌先で転がし、金玉に吸い付き、アナルに舌を突き刺し、チ○ポをしゃぶりまくる! 男を悦ばせる過激で下品な究極舐めプレイ!（8月12日、UMANAMI）他出演:あおいれな、ひなたりこ、ゆり菜すず、あさひ奈々、真名瀬りか、南あすか、胡桃ここあ、内山まい、篠田あゆみ
- 素人娘ヘアヌードダンス 2（8月12日、S級素人）他出演:真名瀬りか、水野ふうか、なごみ ほか
- いつでもどこでも時間停止して中出しできる学園（8月13日、MOODYZ）共演:宮崎あや、跡美しゅり、さとう愛理、絢森いちか、七菜原ココ、紗藤まゆ、川菜ひかる、尾崎ののか、星川ういか
- 修学旅行で都会にやってきた田舎の学生たち!先生の見回りをすり抜け大好きなあの子が待つ女子部屋に突入せよ!スリルと興奮が入り混じり部屋はまさかのエロムードに発展!一夜限りの奇跡はかけがえのない青春!（8月26日、SCOOP）共演:森保さな、桜ちなみ、涼海みさ、あおいれな、尾崎ののか
- ボクのクレームを聞きに来た女が、「何でもします」と言うので文句をつけて勃起したチ○コでやりたい放題ヤッてやった。 13（9月23日、DOC）共演:星宮花音　他出演:夢野りんか、内藤セレナ
- 夏祭りナンパ! 神輿を担ぐ粋な地元っ娘と○○しちゃいました!（10月14日、DOC）※「かな」名義　共演:みき　他出演:のりこ、ちか、あずさ、のりこ、りな、はな、ミカ、さやか
- Hな取材かも… と分かっていながらも「友達と一緒なら…」と安心してしまった素人娘たちはどこまでエロい要求に応えてくれるのか徹底調査! ど素人JK・JD8名収録!（12月9日、S級素人）共演:森保さな　他出演:乙葉ななせ、篠田ゆう、あおいれな、尾崎ののか、土屋あさみ、逢沢るる

2017年
- 悪質シロウトナンパ 4 お願い!素股してくれませんか? カチカチ生チ●ポが直接アソコに擦れて思わず濡れちゃう女の子 ぬるぬるワレメにツルっと生挿入!（5月10日、ブリット）他出演:山川ゆな、さくらみゆき、美咲かんな ほか
- 人妻イカせまくり中出しナンパ 総イキ69回以上!連続オーガズム! 5（6月15日、LOTUS）他出演:推川ゆうり、前田可奈子 ほか
- ノンストップ4Pレズビアン 2（6月25日、セレブの友）共演:大槻ひびき、最上晶、水川愛莉
- 人気AV女優限定! 無礼講すぎる大乱交合コン 2（7月25日、セレブの友）共演:大槻ひびき、最上晶、水川愛莉
- 社パNTR 【衝撃】ウチの妻が働く会社の営業4課の打上げで明らかに苦手そうな社員にセクハラされていたが最後の方はなんだか楽しげにヤッている（7月27日、タカラ映像）

### イメージDVD
- 極彩フィルム（2012年4月23日、INTEC Inc）※「今井花菜」名義